# Петряксинский район
Петряксинский район — административно-территориальная единица в составе Горьковской и Арзамасской областей, существовавшая в 1944—1957 годах. Центр — село Петряксы.
Петряксинский район был образован в ноябре 1944 года в составе Горьковской области.
В состав района вошли Большерыбушкинский, Красноостровский, Красногорский, Медянский, Новомочалеевский, Овечьевражский, Петряксинский, Чембилеевский с/с, переданные из Кзыл-Октябрьского района.
7 января 1954 года Петряксинский район был передан в Арзамасскую область.
В июне 1954 года Медянский с/с был присоединён к Чембилеевскому, а Овечьевражский — к Большерыбушкинскому.
23 апреля 1957 года Петряксинский район был возвращён в Горьковскую область.
В ноябре 1957 года Петряксинский район был упразднён, а его территория передана в Кзыл-Октябрьский район.